# Maraves
Os maraves são um povo banto de Moçambique e do Malawi, falantes de nianja. Estabeleceram-se em redor do lago Niassa e a norte do Zambeze no séc. XVI e XVII, quando fundaram vários reinos maraves em território anteriormente ocupado ou dominado por macuas.